# Paul Dijoud
Paul Dijoud (Neuilly-sur-Seine, 25 giugno 1938) è un politico e funzionario francese.

## Biografia
Dal 1967 al 1973 è deputato per il dipartimento delle Hautes-Alpes e dal 1971 al 1983 è sindaco di Briançon, poi diventa presidente del Partito Repubblicano per la regione PACA.
Nel 1973-1974 è segretario di Stato nel secondo e terzo governo di Pierre Messmer, dal 1974 al 1976 nel primo governo di Jacques Chirac, e nel 1976-1981 nei governi di Raymond Barre.
Dal 1988 al 1991 è ambasciatore in Colombia, poi è nominato da François Mitterrand direttore degli affari africani e malgasci al ministero degli affari esteri, dal 1992 al 1994 è ambasciatore in Messico.
Dal 1994 al 1997 è Ministro di Stato nel Principato di Monaco.
Nel 1997 è nominato da Jacques Chirac capo missione in America Latina e dal 1997 al 2003 è ambasciatore in Argentina.
Dal 9 marzo 2006 è sindaco di Orres.